# Zöld tea

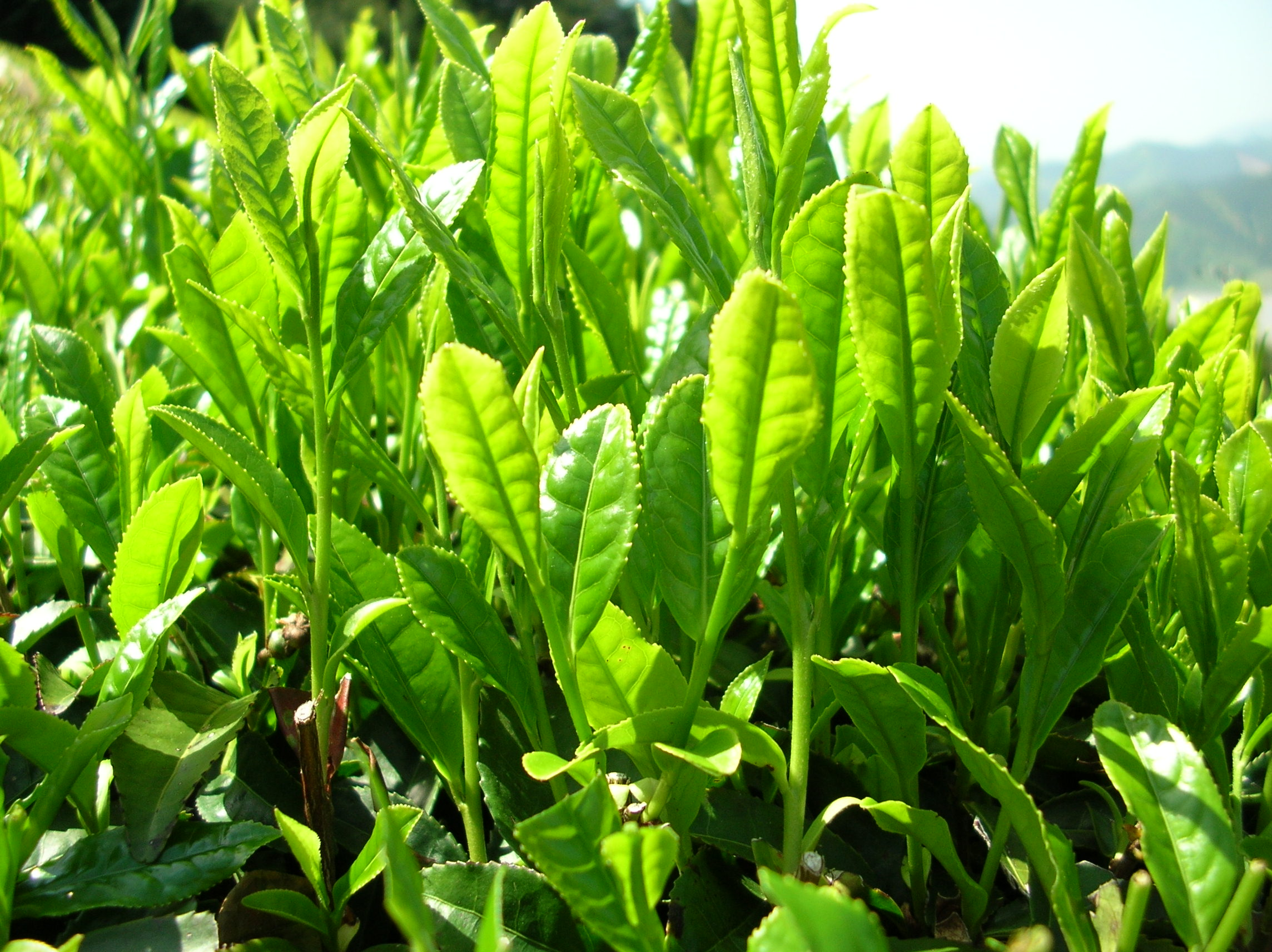
Zöld tealevelek szüretre várva

A zöld tea (kínaiul: 绿茶, pinyin: lǜchá) a szó szigorú értelmében vett tea, mely a Camellia sinensis nevű növényből készül, minimális oxidációval. Alapvetően Ázsiában népszerű ital, de napjainkban, köszönhetően többek között kedvező élettani hatásainak, egyre kedveltebb nyugaton is, ahol korábban a fekete teát részesítették előnyben.

## Előállítása
A fekete teával ellentétben a zöld tea egyáltalán nem erjesztett. Ennek eléréséhez nem sokkal a szüret után gőzöléssel vagy melegítéssel lebontják a tealevelekben található polifenol-oxidáz enzimet, így az erjedési folyamatok leállnak. Ezután a leveleket formázzák (például összesodorják), majd kiszárítják és a minőségtől függően válogatják. A legmagasabb kategóriájú teák feldolgozását kézzel végzik.

## Hatóanyagai
A zöld tea tartalmaz többek között:
- polifenolokat: katechineket, flavonolokat
- ásványi anyagokat (alumínium és réz)
- vitaminokat (C, B2, D, K)
- illóanyagokat
- koffeint (amit korábban teinnek hívtak), és kis mennyiségben teobromint és teofillint

## Élettani hatásai
A zöld teának sokféle kedvező élettani hatást tulajdonítanak. Ezek némelyike már tudományosan is bizonyított, más hatásokat hosszú múltra visszatekintő tapasztalati tények igazolják:
- az immunrendszer erősítése
- fogszuvasodás, fogínybetegségek elleni védekezés
- rákmegelőző hatás
- szív- és érrendszeri betegségek megelőzése

Ezen felül fontos tény, hogy fogyasztásának nincs ismert kedvezőtlen hatása. A zöld tea az állóképesség fokozásában is segít, mivel a zsírsavak oxidációját serkenti.

## Fontosabb termelő országok és az ott előállított fajták

### Kína
- Longjing tea: az egyik leghíresebb és legjobb minőségű tea
- Gunpowder tea: kis golyókká gyúrt levelekből készített népszerű fajta

### Japán
- Aracsa (japánul: 荒茶), nyers zöld tea
- Bancsa tea, Bancha („közönséges tea“, japánul: 番茶), hasonló, mint a szencsa (csak idősebb levelekből), alacsony koffeintartalom, sok kalcium, Japánban mindenütt ugyanazon növényről szüreteli, mint a sencsát, viszont azzal ellentétben a negyedik-ötödik-hatodik levelet szedik le (a sencsánál a friss levélhajtást ill. az első két levelet). Ezért ez egy egyszerűbb tea, ami kevesebb koffeint tartalmaz, mivel a fiatalabb levelek magasabb koffeintartalmúak és jobb minőségűek.
- Fukamusicsa (erős, gőzölt sencha)
- Funmacucsa (instant őrölt tea, japánul: 粉末茶)
- Gabalong, magas gamma-aminosav tartalom, amit speciális, természetes feldolgozással érnek el
- Genmaicsa tea, Genmaicha (japánul: 玄米茶), pörkölt rizsszemekkel kevert zöld tea
- Gjokuro („nemes harmatcsepp“), árnyékos tea, fűillatú, magas koffeintartalmú
- Hódzsicsa, (japánul: 焙じ茶) pirított sencha/bancha
- Kabuszecsa (félárnyékot adó háló alatt növő tea), egy sencha, ami a vad teacserjéhez hasonló fényviszonyok közt nő
- Kamairicsa (sült tea, japánul: 窯煎茶)
- Konacsa (japánul: 粉茶)
- Kukicsa (japánul: 茎茶), magas a levélszár és levélerezet tartalma, fűillatú, tű formájú levelekkel, enyhe és koffeinszegény
- Maccsa („őrölt tea“, japánul: 抹茶), por alakú, árnyékos tea a tencsa, mint bázis felhasználásával, magas koffeintartalmú
- Mecsa (japánul: 芽茶)
- Szencsa („gőzölt tea“, japánul: 煎茶), a leggyakrabban fogyasztott tea Japánban, három eltérő szüreti időben szedve különböző minőségben készül, (április/május-első szüret, június/július-második szüret, augusztus/szeptember-harmadik szüret). Minél korábbi a szüret, annál magasabb minőségű a tea.
- Sincsa („új tea“, japánul: 新茶)
- Tamarjókucsa (japánul: 玉緑茶)
- Tencsa (japánul: 碾茶)
- Jonkon, kicsi, sodort levelekből készül